# Чорноглав
Чорноглав або Чорноглов (староісландська: Tjarnaglófi) — бог перемоги та війни, якому поклонялися в Рюгені, ймовірно, в місті Ясмунд, що згадується разом із Святовітом, Руєвітом, Поренутом, Поревітом і Пізамаром у сазі про Кнютлінгів.
П'ятого бога звали Пізамар, з місця під назвою Ясмунд, що було знищене пожежою. Також був Tjarnaglófi, бог перемоги, що ходив разом з ними у військові походи. Він мав вуса зі срібла та чинив супротив довше за інших. Загалом, вони охрестили п'ять тисяч цієї експедиції.
Староісландський оригінальний текст
Et fimmta goð hét Pizamarr; hann var á Ásund, svá heitir einn staðr; hann var ok brendr. Þá hét ok Tjarnaglófi, hann var sigrgoð þeirra, ok fór hann í herfarar með þeim; hann hafði kanpa af silfri; hann helz lengst við, en þó fengu þeir hann á þriðja vetri þar eptir; en þeir kristnuðu alls á landinu V þúsundir í þeirri ferð.

Олександр Гейштор  та Andrzej Szyjewski  прочитали назву як «Чорноглав/Чорноглов» (пол. Czarnogłów). Проте Олександр Брюкнер вважав, що єдиним правильним прочитанням імені було "Триглав".  Єжи Стшельчик зауважує, що саме войовничий характер бога може говорити про доцільність прочитання саме як "Триглав", але також це було й загальною ознакою для багатьох полабських і поморських богів.  Генрик Ловмянський визначив, що Чорноглав є «кладовищенським перетворенням Чорнобога», а Лешек Мошинський запропонував читати «T'arnogłowy» (від праслов’янської *tьrnъ, «терн»), що означає «з головою, увінчаною терном», тобто посилатися на терновий вінець Ісуса та по-християнськи впливати на пізнєполабське язичництво.  На думку Ярослава Горбачова, статуя Чорноглава насправді могла би бути статуєю Яровита чи Перуна, але він також стверджує, що джерело про Чорноглава може бути потенційним джерелом і про Чорнобога. 